# Schloss Büchold
Das Schloss Büchold, auch Burg Büchold, ist eine Burgruine in Büchold, einem Stadtteil von Arnstein im unterfränkischen Landkreis Main-Spessart.

## Geschichte
Das Schloss blickt als Teil der Gemeinde Büchold auf eine lange und wechselvolle Geschichte zurück.
Erstmals wurde die Höhenburg Büchold („castrum“) urkundlich im Jahre 1299 als Ordensniederlassung des würzburgerischen Johanniterhauses erwähnt. Wenige Jahre danach ging das Anwesen nach hoher Verschuldung der Johanniterkommende in den Besitz der Grafen von Rieneck über und wurde 1364 durch die Herren von Thüngen erworben. Mehr als 200 Jahre verblieb es mit der gesamten Herrschaft Büchold in deren Besitz. Die Herren von Thüngen bauten die romanische Burganlage zu einem prächtigen Renaissance-Schloss aus. Mit dem Hause Thüngen hielt auch seit etwa 1540 der lutherische Glaube in Büchold Einzug.
Im Jahre 1596 übernahm Dietrich Echter von Mespelbrunn Schloss und Herrschaft Büchold. Er führte eine strenge Rekatholisierung Bücholds durch. Es war die Zeit von Inquisition und Hexenprozessen, die auch Büchold nicht verschonten. Die als Hexen bezichtigten Frauen wurden im Verlies des Schlosses gefoltert und am Galgenberg verbrannt. Zeuge der Rekatholisierung ist die Pfarrkirche St. Nikolaus u. Mariä Heimsuchung, die durch Philipp Christoph Echter ihre heutige Gestalt erhielt. 
Von 1652 bis 1749 war dann das Schloss Lehnsherrschaft der Familien von Dalberg, von Greiffenclau und von Ingelheim. Gegen Ende des 17. Jahrhunderts brachten die Dalbergs Büchold nochmals zu großer Blüte. Sie ließen östlich des Schlosses einen prächtigen Barockgarten anlegen, der über 100 Jahre Bestand hatte. Der Eingang zu dieser in ihrer Zeit als Schmuckstück barocker Gartenkunst bekannten Anlage ist 2006 durch den Vereinsring Büchold aufwändig restauriert worden.
Mit der Auflösung des hochstiftlichen Amtes Büchold geriet das Schloss mit seinen umliegenden Anlagen ab 1769 allmählich in Verfall. Ab 1776 wurden die Renaissancegebäude abgerissen. 
Seit 1803 gehörte Büchold zum Königreich Bayern und ein Privatmann aus Büchold erwarb 1818 die Burgruine. Für fast 200 Jahre diente dieser Familie das Anwesen als kleiner Landwirtschaftsbetrieb, der 2000 eingestellt wurde.
2007 wurde die baufällige Anlage von der Brauereibesitzerin Susan Schubert und ihrem Ehemann Henning Glawatz erworben. Das bestehende Wohnhaus aus der Mitte des 19. Jahrhunderts samt Wirtschaftsgebäuden wurden abgerissen und inmitten der Burganlage ein Einfamilienhaus errichtet. Die eigentliche Burg wurde in den Jahren 2009 bis 2011 grundlegend saniert. Dabei wurde der Bergfried konserviert und die Ringmauern stabilisiert und teilweise erneuert.

## Baubeschreibung

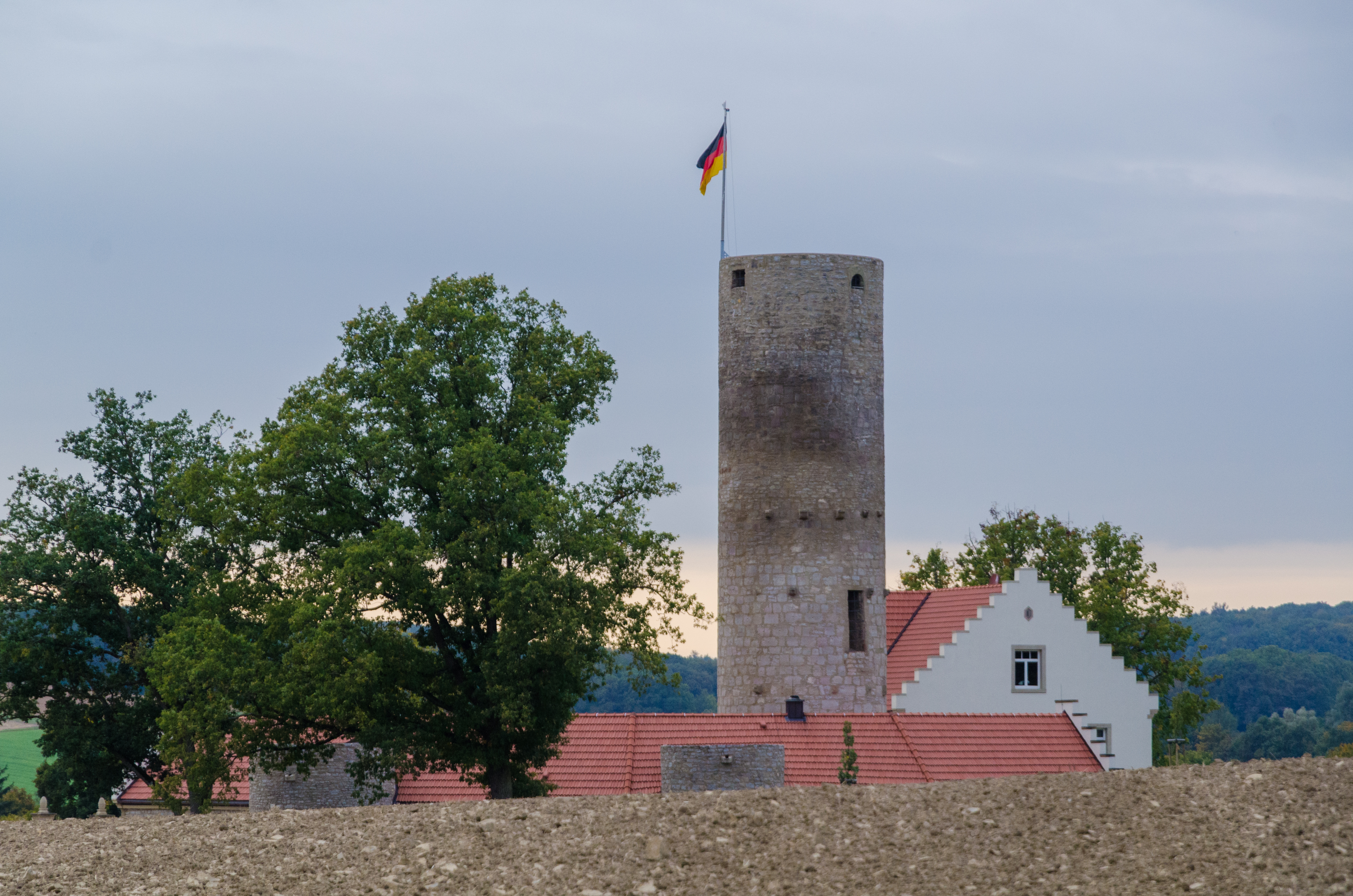
Der dominierende restaurierte Bergfried

Der runde, 26 Meter hohe romanische Bergfried steht inmitten der kreisrunden Anlage.